# OMG (NewJeans歌曲)
OMG是一首由韓國女子音樂團體NewJeans所演唱的歌曲，收錄於同名單曲專輯《OMG》，在2023年1月2日由HYBE的子公司ADOR發行，並開放數位音樂下載和線上串流等服務。這首歌曲在製作上由Park Jin-su擔任製作人，並與Ylva Dimberg和David Dawood一起作曲，歌詞部分由Dimberg、Gigi和NewJeans成員Hanni負責撰寫，其講述了對浪漫的痴迷。融合了R&B、嘻哈和流行等曲風的OMG不但以嘻哈打擊樂、陷阱節奏和英國車庫風格的節奏為特色，還具有斷奏合成和弦、牛鈴以及分層的和聲與打擊樂。這部音樂錄影帶借鑒了朴贊郁的電影《賽柏格之戀》，描繪了成員們不同的心理幻想。為了推廣OMG，NewJeans在韓國音樂節目、國際音樂節和頒獎典禮上表演了這首歌曲。
OMG在發行後，不但讓音樂評論家形容這個作品清新且朗朗上口，而且在影片分享平台TikTok上爆紅，因此這首歌曲在Billboard Global 200登上最高排名第10，在Billboard Japan Hot 100登上最高排名第7，在韓國Circle數位榜登上最高排名第2，並且在新加坡以及韓國、台灣和越南的《告示牌》歌曲排行榜上名列第一。由於這首歌曲的串流次數達到1億次，因此獲得日本唱片協會（RIAJ）和韓國音樂內容協會（KMCA）的白金認證。另外這首歌曲也獲得了第33屆首爾歌謠大賞最佳數位音源賞，並入圍2023年告示牌音樂獎最佳全球韓流單曲。

## 背景與發行
韓國偶像女子團體NewJeans於2022年8月出道後，推出了首張迷你專輯《New Jeans》，收錄Attention、Hype Boy和Cookie等三首歌曲並取得商業成功。2022年11月10日，首席执行官朴智媛在YouTube的HYBE年度社區記者會上宣布NewJeans的首張單曲專輯《OMG》將於2023年1月2日發行。根據新聞稿，這張雙曲目單曲專輯將包括同名主打單曲OMG和先行曲Ditto，其中後者將於2022年12月19日發行，並於同年12月12日釋出首支單曲專輯預告。按照原定計劃，該單曲在iTunes和Melon等多個音樂平台網站開放數位下載和線上串流等服務。新版的OMG由原製作人Park Jin-su重新混音，並作為NewJeans首張混音專輯《NJWMX》的主打單曲，該專輯於2023年12月19日發行。
長達6分鐘的OMG音樂錄影帶在2023年1月2日伴隨其單曲的發行而正式公開，由申宇錫（Dolphiners Films）執導的OMG音樂錄影帶描繪了NewJeans成員們在精神病院的情景，並參考了朴贊郁所執導的浪漫喜劇電影《賽柏格之戀》（2006年上映）。在其背景故事當中所有NewJeans成員都有自己的心裡幻覺，其中Hanni認為自己是Siri，Minji認為自己是個照顧其他成員的醫生，Hyein認為自己是個童話人物，Haerin認為自己在實際上是一隻貓，而Danielle也意識到他們是現實生活中的NewJeans，甚至指出他們正在拍攝音樂錄影帶。該音樂錄影帶以團體之前的視頻和表演的蒙太奇做結尾，其中包括他們的Attention音樂錄影帶片段，另外演員金柱憲和前網路漫畫作家李末年也在該部音樂錄影帶中客串。
為了推廣OMG，NewJeans在《人氣歌謠》和《音樂銀行》表演這首歌曲，隨後NewJeans受邀出席韓國Weverse Con Festival、美國Lollapalooza、日本SUMMER SONIC、以及韓日兩地的《音樂銀行》全球音樂節等活動時，亦把這首歌曲列入她們的演唱歌單。另外NewJeans在第37屆金唱片獎、2023年告示牌音樂獎、2023年亞洲明星盛典等頒獎典禮上亦表演這首歌曲。

## 音樂與歌詞
OMG包含韓語和英語歌詞，由NewJeans成員Hanni、Gigi和Ylva Dimberg共同填詞，而Ylva Dimberg另外與David Dawood和製作人Park Jin-su共同作曲。Hanni說到在她寫歌詞時受到高中青少年戲劇的啟發，其中女孩們在她們的儲物櫃前談論她們喜歡的男人，因此她試圖讓歌詞變得對話化，並在韓語和英語中找到正確的單詞，以便讓發音與旋律保持一致。
這首歌曲講述一段青春綻放的愛情，其中歌詞內的「不，我想我永遠無法放下他，24小時裡都只想著你。我知道，我真的是個幸運的女孩，我在遇見你之前一切都毫無意義。」表明敘述者將這首歌獻給那些為她的愛而存在的人。而這段歌詞「無論身在何處，無論多少次，再也沒有什麼能讓我堅持下去了。即便在所有嘈雜中，我只聽見他的聲音，哪怕只有暫時也好，請不要鬆開我的手。我一點也不擔心是因為我已經擁有了你，我一個人也沒關係是因為我愛上了你。」則表明敘述者的朋友問她：“他是誰？”這種浪漫有時似乎是一面倒的，因此讓敘述者發瘋。在副歌中，Hanni唱著“我是真的很希望他會過來”這樣的歌詞，暗示敘述者所經歷的失望和憂鬱。NewJeans成員們以流行歌聲和旋律說唱的形式進行這首歌的表演。
OMG以彈撥又斷奏的合成和弦做開始，並以輕快的牛鈴和副歌之前的打击乐器來呈現，副歌部分以聲樂剪輯為特色，之後以分層打擊樂、和聲和鋼琴來做收尾。這首歌曲混合了俱樂部流派的元素，包括嘻哈、R&B、陷阱和英國車庫，並通過其嘻哈打擊樂、陷阱節奏和英國車庫風格的節奏來呈現。《Pitchfork》撰文者Joshua Minsoo Kim將OMG描述為一首柔和又簡約的R&B曲目，而《Beats Per Minute》撰文者JT Early將其描述為「有彈性的合成器R&B」。《韓國日報》的流行音樂記者高京錫（고경석）認為這是一首簡單的嘻哈R&B歌曲，《洛杉磯時報》記者奧古斯特·布朗（August Brown）認為這首歌是“千禧年時代的流行R&B”，而《滾石雜誌》則認為這首歌類似以前1990年代的R&B風格，並具有合成器帶給21世紀音樂一個吸引力。另外在新聞稿中將這首歌曲的混音版描述為帶有非洲節奏的嘻哈曲目。

## 評價與商業表現
OMG收到一些正面評價，其中為《Pitchfork》撰稿的Joshua Minsoo Kim表示這首歌曲提供了私人渴望的甜蜜寫照，《韓國日報》的流行音樂記者高京錫表示這首歌曲以易於聆聽的編曲吸引了聽眾，《NME》記者Rhian Daly認為儘管這首歌曲不如NewJeans的上一首單曲Hype Boy那麼強大，但它仍然是一件能淡然地擺脫快速成功的負擔之作品，也似乎已經在成為韓國流行巨星的道路上邁出了堅實的一步，而該雜誌另外將這首歌選為「2023年15首最佳韓國流行歌曲」之一。《滾石雜誌》和《洛杉磯時報》均於2023年6月發布2023年最佳歌曲列表當中就收錄OMG，前者認為這是一首原始的流行歌曲，其核心是閃閃發光的，後者則表示這首歌曲證明NewJeans是HYBE品牌的“新希望”。除此之外，美聯社記者瑪麗亞·謝爾曼將OMG列入她的2023年最佳歌曲排行榜，而這首歌曲也在《前音後果》的2023年最佳歌曲排行榜上排名第26。
由於OMG在影片分享平台TikTok上迅速走紅，並引發了許多舞蹈挑戰，因此這首歌曲在Billboard Global 200登上最高排名第10。這首歌曲在韓國Circle數位榜登上最高排名第2，僅次於同單曲專輯的Ditto，到2023年底不僅拿下Circle數位年終榜第4名，還因為其串流量達到1億次而獲得韓國音樂內容協會（KMCA）的白金認證。OMG在Billboard Japan Hot 100登上最高排名第7，並因其串流量超過1億次而獲得日本唱片協會（RIAJ）的白金認證。另外，這首歌曲在新加坡RIAS單曲榜以及韓國、台灣和越南的告示牌單曲榜上名列前茅，甚至在美國的Billboard Hot 100和加拿大的Canadian Hot 100分別登上最高排名第74和第35。

## 獲獎與提名
| 頒發機構              | 年份 | 入圍獎項         | 結果 | 參考   |
| --------------------- | ---- | ---------------- | ---- | ------ |
| 告示牌音樂獎          | 2023 | 最佳全球韓流單曲 | 提名 | [ 48 ] |
| The Fact Music Awards | 2023 | 春季最佳歌曲     | 提名 | [ 49 ] |
| 日本金唱片大獎        | 2024 | 亞洲年度串流單曲 | 獲獎 | [ 50 ] |
| 首爾歌謠大賞          | 2023 | 最佳數位音源賞   | 獲獎 | [ 51 ] |

| 節目名稱    | 日期          | 參考   |
| ----------- | ------------- | ------ |
| M Countdown | 2023年1月12日 | [ 52 ] |
| 人氣歌謠    | 2023年1月15日 | [ 53 ] |
| 人氣歌謠    | 2023年3月19日 | [ 54 ] |
| 人氣歌謠    | 2023年3月26日 | [ 55 ] |
| 音樂銀行    | 2023年1月27日 | [ 56 ] |

## 製作名單
以下名單來自單曲專輯《OMG》內的「专辑注释」。
地點
- HYBE Studio - 錄音、音訊工程、編輯

歌曲製作名單
- Jinsu Park – 作曲、編曲、音樂編制（英语：Music programming）
- Ylva Dimberg – 詞曲、和聲
- David Dawood – 作曲
- Gigi – 作詞
- Hanni（NewJeans） – 作詞
- 閔熙珍 – 主唱執導
- Jungwoo Jang – 音軌剪輯
- Hyejin Choi – 音軌剪輯
- NewJeans – 主唱、和聲
- Emily Kim – 和聲
- Sujeong Kim – 錄音工程
- Phil Tan – 混音工程
- Bill Zimmerman – 後製工程

## 榜單成績
| 排行榜（2023年）                       | 最高 排名 |
| -------------------------------------- | --------- |
| 阿根廷（Argentina Hot 100）            | 76        |
| 澳大利亚（澳大利亚唱片业协会單曲榜）   | 43        |
| 加拿大（Canadian Hot 100）             | 35        |
| 全球（Billboard Global 200）           | 10        |
| 香港（告示牌）                         | 6         |
| 印尼（告示牌）                         | 3         |
| 日本（Japan Hot 100）                  | 7         |
| 日本（Oricon數位單曲榜）               | 37        |
| 日本（Oricon串流榜）                   | 7         |
| 馬來西亞（告示牌）                     | 4         |
| 馬來西亞（RIM國際歌曲榜）              | 4         |
| 新西兰（新西兰唱片音乐协会单曲榜）     | 31        |
| 菲律賓（告示牌）                       | 3         |
| 葡萄牙（葡萄牙唱片業協會单曲榜）       | 195       |
| 新加坡（RIAS）                         | 1         |
| 韓國（告示牌）                         | 1         |
| 韓國（Circle）                         | 2         |
| 台灣（告示牌）                         | 1         |
| 英國（官方榜单公司獨立榜）             | 39        |
| 美國（Bubbling Under Hot 100 Singles） | 1         |
| 美国（《告示牌》百大單曲榜）           | 74        |
| 美國（World Digital Song Sales）       | 3         |
| 越南（Vietnam Hot 100）                | 1         |

| 排行榜（2023年） | 最高 排名 |
| ---------------- | --------- |
| 韓國（Circle）   | 2         |

| 排行榜（2023年）             | 排名 |
| ---------------------------- | ---- |
| 全球（Billboard Global 200） | 41   |
| 日本（Japan Hot 100）        | 31   |
| 韓國（Circle）               | 4    |

## 銷售認證
| 地區                     | 认证 | 认证单位/销量 |
| 串流                     | 串流 | 串流          |
| ------------------------ | ---- | ------------- |
| 日本（日本唱片協會）     | 白金 | 100,000,000†  |
| 韓國（韓國音樂內容協會） | 白金 | 100,000,000†  |
| †僅含認證的銷量          |      |               |

## 發行歷史
| 地區 | 日期         | 格式              | 廠牌         | 參考   |
| ---- | ------------ | ----------------- | ------------ | ------ |
| 全球 | 2023年1月2日 | 數位音樂下載 串流 | ADOR YG Plus | [ 18 ] |